# 臺南市中西區成功國民小學
22°59′54″N 120°12′11″E / 22.998448°N 120.203140°E
臺南市中西區成功國民小學，是一所位於臺灣臺南市中西區的一所小學，其前身是「臺南女子公學校」、「明治公學校」。該校緊鄰赤嵌樓，因赤崁文化園區整建，該校校舍底下要興建地下停車場，所以該校學生從107學年度起會在文賢國中上課約三年。

## 沿革
該校創立於日明治四十五年（1912年）3月8日，當時名為臺南女子公學校。創校之初主要是接收第一公學校（今南大附小）、第二公學校（今立人國小）的女學生，當時地址在臺南育嬰堂，分校地址在舊海東書院（今忠義國小）。大正十三年（1924年）遷入現址，昭和三年（1928年）改稱「明治公學校」。昭和十二年（1937年）4月1日起男女兼收，之後在昭和十六年（1941年）4月改為「明治國民學校」。
二次大戰後，於民國34年（1945年）12月更名為臺南市中區第一國民學校，民國36年（1947年）2月2日改名為光復國民學校，同年4月1日又改為成功國民學校。民國57年（1968年）施行九年國教之後，改制為成功國民小學。民國58年（1969年）被指定為體育科示範學校。民國77年（1988年）年3月創設幼稚園。
民國106年（2017年）3月，因赤崁文化園區整修計畫，全校師生需暫時遷移他校。而在臺南市教育局媒合多次破局後，最後在該年12月確定暫遷北區的文賢國中。該校師生將自107學年度起，開始到文賢國中上課約三年。

## 歷屆校長
| 姓名        | 任期                  |
| ----------- | --------------------- |
| 日治時期    |                       |
| 吉津 邦喜   | 1912年3月─1927年3月   |
| 古賀 房次郎 | 1927年4月─1934年3月   |
| 島津 憲房   | 1935年4月─1939年11月  |
| 山崎 貢     | 1939年11月─1945年12月 |
| 民國時期    |                       |
| 梁 長江     | 1945年12月─1948年2月  |
| 張 太騰     | 1948年2月─1949年7月   |
| 曾 銅鐘     | 1949年7月─1970年2月   |
| 林 伯溫     | 1970年7月─1980年3月   |
| 林 書鎮     | 1980年3月─1987年7月   |
| 林 金水     | 1987年8月─1997年7月   |
| 邱 蕾錦     | 1997年8月─2004年7月   |
| 林 清海     | 2004年8月─2010年7月   |
| 張 明輝     | 2010年8月─2016年7月   |
| 鄭 國斌     | 2016年7月─2024年7月   |
| 陳 建銘     | 2024年7月─            |